# Dwight Ferguson
Dwight Ferguson, född 16 maj 1970, är en friidrottare från Bahamas. Han deltog vid olympiska sommarspelen 1996.